# Коусейру, Жозе
Жозе́ Жу́лиу де Карва́лью Пейроте́у Марти́нш Коусе́йру (порт. José Júlio de Carvalho Peyroteo Martins Couceiro; 4 октября 1962, Лиссабон, Португалия) — португальский футболист и тренер. Стал известен благодаря тренерской работе с «Порту», «Спортингом» и московским «Локомотивом».

## Карьера игрока
Коусейру начал карьеру игрока в «Спортинге», выступая на позиции центрального защитника. В 1981 году перешёл в клуб «Монтижу», в то время выступавший во втором по силе дивизионе Португалии. Впоследствии Коусейро провёл всю карьеру футболиста играя во второй лиге Португалии. Также он выступал за клубы «Баррейренсе», «Атлетико» (Лиссабон), «Торренсе», «Ориентал» (Лиссабон) и «Эштрела» (Амадора).
Занимался общественной деятельностью: с 1993 по 1997 год возглавлял Союз португальских футболистов.

## Карьера тренера
Свою тренерскую карьеру начал в 2002 году в клубе «Алверка». По результатам первого года своей работы, Жозе Коусейру смог вывести «Алверку» в Высшую Лигу чемпионата Португалии, однако уже в следующем сезоне команда заняла 16-е место и вылетела во второй по силе дивизион. В сезоне 2004/05 Коусейру продолжил карьеру в клубе «Витория» (Сетубал), и в январе 2005 года покинул клуб в связи с приглашением от «Порту».
Жозе Коусейру подписал контракт с «Порту» 1 февраля 2005 года. Там он имел опыт работы со многими известными футболистами мирового уровня, как Коштинья, Куарежма, Манише, Элдер Поштига и Витор Баия. Первым серьёзным испытанием для Жозе стал миланский «Интернационале», с которым «Порту» предстояло встретиться в 1/8 финала Лиги чемпионов. В домашнем матче «Порту» сыграл вничью 1:1, однако уступил подопечным Манчини в Милане со счетом 1:3. По итогам сезона 2004/05 «Порту» занял третье место в чемпионате, после чего последовала скорая отставка Коусейру. Тем не менее Жозе был удостоен титула «Футбольный тренер года в Португалии».
В сезоне 2005/06 спас от вылета клуб «Белененсиш», и был назначен главным тренером молодёжной сборной Португалии (до 21). Главным испытанием для португальской сборной стал матч с молодёжной сборной России в стыковых матчах, в рамках отбора на чемпионат Европы-2007. Первый матч португальцы проиграли со счетом 1:4, однако в ответном матче одержали победу со счётом 3:0. На чемпионате Европы-2007 команда не пробилась в плей-офф и не попала на Олимпиаду в Пекине, проиграв итальянцам в серии пенальти, а на молодёжном чемпионате мира остановилась на стадии 1/8 финала.
В июле 2008 года Коусейру неожиданно перебрался в Литву, подписав контракт с принадлежащим Владимиру Романову «Каунасом». Главным достижением Коусейру в «Каунасе» стала победа в отборочных матчах Лиги чемпионов над шотландским «Рейнджерс», финалистом Кубка УЕФА 2007/08. Однако толком клуб Жозе так и не тренировал, вскоре перебравшись в сборную Литвы, с которой занял 4-е место в отборочном турнире Чемпионата мира-2010. Параллельно Коусейру тренировал турецкий «Газиантепспор», с которым занял 8-е и 13-е места в чемпионате Турции.
Весной 2011 года Коусейру на правах и. о. возглавил родной «Спортинг», который занял в чемпионате третье место. До этого Коусейру работал менеджером в «Спортинге» и занимал пост президента профсоюза португальских футболистов
1 июля 2011 года был назначен главным тренером московского «Локомотива». 24 июля, в первом матче под его руководством «Локомотив» разгромил «Амкар» со счётом 4:0. С тех пор «Локомотив» не проигрывал в чемпионате на протяжении 12 матчей. Первое поражение в чемпионате Коусейру потерпел 29 октября от «Спартака». В Лиге Европы «Локомотиву» удалось выйти в плей-офф, где уже в 1/16 он покинул турнир уступив по сумме двух матчей испанскому «Атлетику». В Кубке России подопечные Коусейру также не добились успеха, уступив в четвертьфинале казанскому «Рубину» со счётом 0:4. В чемпионате России «Локомотив» занял неожиданно низкое седьмое место и не пробился в еврокубки на следующий сезон. 14 мая 2012 года Коусейру был отправлен в отставку.

## Достижения

### В качестве тренера
Порту
- Серебряный призёр (1): 2004/05

 Каунас
- Серебряный призёр (1): 2008

 Спортинг
- Бронзовый призёр (1): 2010/11

### Личные достижения
- Футбольный тренер года в Португалии: 2004/05

## Статистика в качестве главного тренера
| Команда         | Страна          | Начало работы | Окончание работы | Результаты | Результаты | Результаты | Результаты | Результаты  | Результаты | Результаты  | Результаты |
| Команда         | Страна          | Начало работы | Окончание работы | И          | В          | Н          | П          | % Выигрышей | % Ничьих   | % Поражений |            |
| --------------- | --------------- | ------------- | ---------------- | ---------- | ---------- | ---------- | ---------- | ----------- | ---------- | ----------- | ---------- |
| Витория Сетубал | Флаг Португалии | 01.07.2004    | 01.02.2005       | 19         | 8          | 4          | 7          | 42,11       | 21,05      | 36,84       |            |
| Порту           | Флаг Португалии | 01.02.2005    | 23.05.2005       | 17         | 8          | 5          | 4          | 47,06       | 29,41      | 23,53       |            |
| Белененсиш      | Флаг Португалии | 28.10.2005    | 07.05.2006       | 26         | 8          | 6          | 12         | 30,77       | 23,08      | 46,15       |            |
| Каунас          | Флаг Литвы      | 18.07.2008    | 07.04.2009       | 21         | 9          | 4          | 8          | 42,86       | 19,05      | 38,09       |            |
| Сборная Литвы   | Флаг Литвы      | 14.08.2008    | 01.01.2010       | 10         | 4          | 0          | 6          | 40,00       | 00,00      | 60,00       |            |
| Газиантепспор   | Флаг Турции     | 08.04.2009    | 23.05.2010       | 41         | 10         | 17         | 14         | 24,39       | 41,46      | 34,15       |            |
| Спортинг        | Флаг Португалии | 28.02.2011    | 30.06.2011       | 10         | 4          | 3          | 3          | 40,00       | 30,00      | 30,00       |            |
| Локомотив       | Флаг России     | 01.07.2011    | 14.05.2012       | 41         | 20         | 9          | 12         | 48,78       | 21,95      | 29,27       |            |
| Всего           | Всего           | Всего         | Всего            | 185        | 71         | 48         | 66         | 38,38       | 25,95      | 35,67       |            |

Данные откорректированы по состоянию на 14 мая 2012 года

## Мнения специалистов
Отличный тренер, хороший человек. В команде у него со всеми сложились хорошие отношения. В Португалии пользуется большим авторитетом, его уважают. Надеюсь, у него все получится с «Локомотивом». Желаю ему и всей команде удачи, так как «Локо» для меня не пустой звук.— Марат Измайлов

Взяли его потому, что это очень квалифицированный специалист, пропагандирующий комбинационный футбол. — Ольга Смородская

Рад, что в Россию приехал очень хороший тренер. Работа под руководством Коусейру оставила у меня самые приятные воспоминания. Он очень много дал нашей национальной команде, под его руководством мы добились значимых побед.— Дейвидас Шемберас

Могу сказать, что Коусейру — эмоциональный тренер, все время подгоняет нас, старается, чтобы мы играли в быстрый футбол. В принципе, все занятия проходят с мячом, мы играем в «квадраты», в футбол. Нам нравится.— Тарас Бурлак

«Локомотив» не играет в оборонительный футбол. Коусейру строит игру на атаку, и во многих матчах команда блестяще атакует. Есть же ещё соперник, и вопрос, как он позволит сыграть. В принципе, сама философия «Локомотива» в этом году с приходом Коусейру больше направлена на атаку.— Сергей Овчинников

## Личная жизнь
Женат, имеет трёх дочерей. Жена и младшая дочь переехали вместе с ним в Россию и поселились в Покровском-Стрешнево, тогда как две старшие дочери живут и учатся в Лондоне.
Является внучатым племянником лучшего бомбардира в истории чемпионатов Португалии Фернанду Пейротеу.